# Episodi di Christian (prima stagione)
La prima stagione della serie televisiva Christian, composta da 6 episodi, è stata trasmessa su Sky Atlantic e in simulcast su Sky Cinema Due oltreché in streaming su Now TV ogni venerdì dal 28 gennaio all'11 febbraio 2022 in tre prime serate.
| nº | Titolo                 | Prima TV         |
| -- | ---------------------- | ---------------- |
| 1  | Sei destro o sinistro? | 28 gennaio 2022  |
| 2  | Guardace, Raché        | 28 gennaio 2022  |
| 3  | Tu non stai bene       | 4 febbraio 2022  |
| 4  | Ma mica gratis         | 4 febbraio 2022  |
| 5  | Orat et orat           | 11 febbraio 2022 |
| 6  | Perché i Pink Floyd?   | 11 febbraio 2022 |

## Sei destro o sinistro?
- Diretto da: Stefano Lodovichi
- Soggetto di: Enrico Audenino, Valerio Cilio, Roberto Saku Cinardi
- Sceneggiatura di: Enrico Audenino, Valerio Cilio

### Trama
Christian si guadagna da vivere facendo da scagnozzo per Lino, boss della periferia romana. Un giorno, però, comincia a sentire un forte dolore alle mani che gli impedisce di portare a termine il suo incarico, fino a che queste cominciano a sanguinare e si aprono le stigmate. Christian, inizialmente spaventato dalla cosa, si accorge di avere dei poteri in quanto con il semplice tocco aveva riportato in vita la vicina Rachele, una prostituta tossicodipendente. 
Questi prodigi iniziano ad attirare l'attenzione di Matteo, postulatore del Vaticano, che da piccolo era stato investito ma era sopravvissuto grazie ad un miracolo.
- Altri interpreti: Andrea Bonella (Sergio), Emanuele Scopigno (proprietario Happy Bar), Mauro Aversano (Zingaro).

## Guardace, Raché
- Diretto da: Stefano Lodovichi
- Soggetto di: Enrico Audenino, Valerio Cilio, Roberto Saku Cinardi
- Sceneggiatura di: Enrico Audenino, Valerio Cilio

### Trama
1984. Padre Klaus fa visita in ospedale a una ragazza di nome Benedetta che ha raccontato alle suore di essere rimasta incinta senza aver avuto alcun rapporto sessuale.
Rachele vuole capire come è stata salvata da Christian ma lui fa finta di niente e la ignora. L’uomo però continua ad avere dolori alle mani come quando deve cacciare un nigeriano da una casa popolare e questo lo stende. A sistemare la faccenda ci pensa Lino in persona pestando l’immigrato. Christian viene allontanato da Lino e successivamente sequestrato dai suoi uomini.
- Altri interpreti: Andrea Bonella (Sergio), Selene Caramazza (Benedetta), Mauro Aversano (Zingaro).

## Tu non stai bene
- Diretto da: Stefano Lodovichi
- Soggetto di: Enrico Audenino, Valerio Cilio, Roberto Saku Cinardi
- Sceneggiatura di: Renato Sannio, Valerio Cilio

### Trama
Christian viene preso in custodia da un gruppo di nomadi di un circo e un giorno manda a chiamare Rachele insieme alla quale inizia a fare delle ricerche sulle stigmate.
Matteo fa visita a Italia, la madre di Christian, per poter parlare con lui ma la donna gli pare confusa e allora lui se ne va.
Christian parla con il figlio di Lino e usa il proprio potere per risvegliare Anna, la madre in coma da 15 anni da quando le aveva sparato uno degli uomini di Greco, un boss che Lino in persona aveva ucciso la stessa sera.
- Altri interpreti: Andrea Bonella (Sergio), Diego Verdegiglio (Cardinale Ripa), Pietro Bontempo (Greco), Dodi Conti (Maria Greco), Alessandro Pess (rom con il machete), Giulietta Rebeggiani (maga bambina), Marianna Baldi (ragazza rom), Christian Leontini (uomo rom).

## Ma mica gratis
- Diretto da: Roberto Saku Cinardi
- Soggetto di: Enrico Audenino, Valerio Cilio, Roberto Saku Cinardi
- Sceneggiatura di: Renato Sannio, Valerio Cilio

### Trama
Anna si è miracolosamente risvegliata e Lino nel ringraziare Christian gli raccomanda di non farne parola con nessuno. Rachele però dice a Christian che potrebbe guadagnare dei soldi grazie a questo suo potere di curare la gente. Matteo avvicina Christian fuori casa: i due discutono e vengono alle mani fino all’arrivo di Italia la quale sembra essere guarita dall'Alzheimer. L’emissario del Vaticano insiste e incontra Italia dopo la messa: la donna gli racconta di aver avuto in affido Christian da un uomo misterioso e che avrebbe dovuto dire due parole a chi sarebbe venuta a chiederle di quel bambino: “Ancilla Domini”. Matteo risale così alla clinica dove Benedetta aveva dato alla luce un bambino, Christian appunto, che il sacerdote le aveva portato via.
- Altri interpreti: Andrea Bonella (Sergio), Selene Caramazza (Benedetta).

## Orat et orat
- Diretto da: Stefano Lodovichi in collaborazione con Roberto Saku Cinardi
- Soggetto di: Enrico Audenino, Valerio Cilio, Roberto Saku Cinardi
- Sceneggiatura di: Valerio Cilio, Patrizia Dellea

### Trama
Matteo si fa raccontare la storia di Benedetta dalla madre superiora che lavorava nella clinica. Il Cardinale Ripa dice a Matteo che Padre Klaus è stato allontanato dalla Chiesa dal Papa negli anni Ottanta per la sua battaglia contro Satana e che ora vive in isolamento. Quando Matteo va a fargli visita, Padre Klaus prima lo allontana e successivamente si fa trovare nel suo appartamento lasciandogli una pennetta usb. 

Lino assegna a Christian una piazza tutta sua ma gli chiede di uccidere Michela, la figlia di Greco che sta frequentando proprio suo figlio Davide. Christian mette in guardia Davide e questo di sua iniziativa uccide la fidanzata. Christian, spinto da Rachele, fa una dimostrazione pubblica facendo resuscitare Michela.
- Altri interpreti: Diego Verdegiglio (Cardinale Ripa), Monica Guazzini (madre superiora).

## Perché i Pink Floyd?
- Diretto da: Stefano Lodovichi in collaborazione con Roberto Saku Cinardi
- Soggetto di: Enrico Audenino, Valerio Cilio, Roberto Saku Cinardi
- Sceneggiatura di: Valerio Cilio, Renato Sannio

### Trama
Lino concede a Christian di usare l’appartamento che gli ha dato alle Torrette per fare tutto ciò che vuole, anche incontrare le persone da guarire; Rachele intanto continua a trovargli clienti. Michela affronta Davide chiedendogli comunque di partire insieme. La ragazza però si vendica legandolo al letto della loro stanza d’albergo con l’inganno per poi finirlo a colpi di martello. 

Matteo guarda la registrazione che Padre Klaus ha fatto a Benedetta e si confronta con lui scoprendo che la stessa persona che ha sottratto Christian al prete ha salvato anche lui quando ha avuto l'incidente. Il figlio di Matteo è affetto da retinite pigmentosa e, su sua richiesta, viene guarito da Christian. 

Durante la messa Italia attacca Lino per il male che ha fatto alle famiglie del quartiere e lui sdegnato contrattacca rinfacciando di aver dato lavoro a molta gente.
Successivamente Lino uccide Italia soffocandola con un cuscino sulla poltrona di casa sua e all’arrivo di Christian gli spara pensando di averlo ucciso. Christian si sveglia poi a casa dell’angelo custode che lo aveva salvato nella clinica e che ora lo esorta a perdonare Lino come fosse Gesù Cristo. Dopo essersi risvegliato nello studio di Tomei dove lo aveva portato Rachele, Christian raggiunge sul tetto Lino il quale gli chiede perdono in lacrime: Christian lo abbraccia, lo stringe così forte a sé tanto da spezzargli il collo e lo getta nel vuoto per poi ritornare a casa. L’angelo custode si rivela essere il Diavolo e non l’Arcangelo Gabriele come si pensava mentre Christian altro non è che l’Anticristo.
- Altri interpreti: Alessio De Lorenzi (Lino da adolescente), Angela Ciaburri (Italia da giovane), Valentina Pastore (Lisa, moglie di Matteo).